# Потаніна Олександра Вікторівна
Потаніна Олександра Вікторівна (25 січня 1843, Горбатов, Нижегородська губернія — 19 вересня 1893, Чжо-хуа, Китай) — мандрівниця, дослідниця маловідомих районів Центральної Азії, одна з перших жінок, прийнятих у члени Російського географічного товариства. Дружина Г. М. Потаніна. Сестра релігійного публіциста В. В. Лаврського і журналіста К. В. Лаврського. У її честь названий кратер Потаніна на Венері.

## Біографія
Олександра Вікторівна народилася в місті Горбатов, Нижньогородської губернії, 25 січня 1843 року в родині викладача Нижньогородської духовної семінарії священика В. Н. Лаврського. Отримала домашню освіту під керівництвом старших братів, вчилася в школі для дівчаток з духовного стану, багато читала, успішно займалася малюванням.
У 1866 році вступила вихователькою в міське єпархіальне училище. У 1872 році в місті Нікольську (нині Вологодська область), куди приїхала провідати брата Костянтина, який відбував заслання за революційну діяльність, вона познайомилася з його другом, теж засланцем, Григорієм Миколайовичем Потаніним і 11 (23) січня 1874 року Олександра Вікторівна та Григорій Миколайович одружилися і незабаром переїхали в Санкт-Петербург.
Разом із чоловіком вона брала участь у чотирьох експедиціях в Центральну Азію:
- Північно-західна Монголія (1876–1877 рр. (із Зайсана по долині Чорного Іртиша), 1879—1880 рр.);
- Північний Китай, Східний Тибет і Центральна Монголія (1884–1886 рр. (дослідження Тибетського нагір'я, перехід через пустелю Гобі), 1892—1893 рр.).

Під час останньої експедиції Потаніна тяжко захворіла і 19 вересня (1 жовтня) 1893 року померла поблизу міста Чжо-хуа по дорозі в Шанхай. Через чотири дні вона була похована на Успенському кладовищі міста Кяхти (Бурятія). В лютому 1956 року на могилі мандрівниці був встановлений пам'ятник.
Своїми роботами про природу, життя та побут народів Центральної Азії, замальовками досліджуваних місць Потаніна зробила цінний внесок у географічну науку. Вона стала однією з перших жінок, прийнятих у члени Російського географічного товариства: обрано членом-співробітником 8 березня 1887 року за пропозицією В. В. Мушкетова. До цього, першими в члени-співробітниці РГТ з жінок, були прийняті О. А. Федченко і А. Я. Єфименко (20 травня 1877 року).
У 1887 році за свою наукову працю «Буряти» Олександра Вікторівна була удостоєна Великої золотої медалі Російського географічного товариства. В горах Монгольського Алтаю є льодовик «Александрін», названий на честь знаменитої мандрівниці.

## Список робіт А.В.Потаніної
- Буряти. Труд, дод. до Всесвітньої ілюстрації, 1891, кн. 4-6.
- Із спостережень над життям бурят Верхньоудинського округу. Сибірський збірник, дод. до Східного огляду, 1890, вип. 1.
- Молочне господарство у бурят Верхньоудинського округу. Вісті Сх.-Сибірського відділу Російського Географічного товариства, т XXI, № 2.
- З мандрів по Урянхайскій землі. Сибірський збірник, 1981, вип. II, стор 12
- Монголія і монголи. Читальня народної школи, 1891, листопад.
- Зустріч з двома монгольськими ванами. Російське багатство, 1891, № 1.
- Серед широнголів, Російські відомості 1888, № 140 та 145.
- Релігійний танець в монастирі Кадигава. Сибір 1985, № 29.
- Гумбум, монастир зонкавистів. Східний огляд, 1886, № 27 і 28.
- Утай. Східний огляд, 1884, № 45, 46 і 47
- Театральні вистави та релігійні свята в Китаї. Літературний збірник, вид. газети "Східний огляд, під редакцією Н. М. Ядринцева, СПб, 1885.
- Про китайську жінку. Російське багатство, 1887, № 7.
- Тисяча сто верст на ношах. «Східне огляд», 1893, № 24.
- Дорджі, бурятський хлопчик. Дитячий збірник, вид. В. Лесевича, СПб, 1892.
- Китайське звірятко. Джерело, 1889, № 12.
- Ахмет. Літературний збірник «Перший крок», Казань, 1876.
- Тибет. З подорожей по Східному сибіру, Монголії, Тибету і Китаю, М:1895, стор 125—252.